# جون تيفت
جون ف. تيفت (بالإنجليزية: John F. Tefft)‏ من مواليد 16 أغسطس 1949 موظف في سلك الخارجية للولايات المتحدة منذ عام 1972. شغل منصب سفير الولايات المتحدة لدى روسيا يوم 31 يوليو، 2014. [1] حيث سبق له وان عمل سفيرا للولايات المتحدة لدي أوكرانيا، [2] جورجيا، وليتوانيا، وكان القائم بالأعمال في سفارة الولايات المتحدة في موسكو، روسيا.

## السيرة الذاتية
مواطن من ماديسون بولاية ويسكونسن، وحاصل على درجة الشهادة الجامعية الأولى (1971) من جامعة ماركيت في ميلووكي، ويسكونسن، ودرجة ماجستير في التاريخ (1978) من جامعة جورج تاون في واشنطن العاصمة. [11]
متزوج من « ماريلا سليتي تيفت »، مختصة في الإحصاء الحيوي وممرضة. ولديهما ابنتان، «كريستين»، وهي محام في وزارة الخارجية في واشنطن العاصمة، «وكاثلين»، وهي محللة برامج في الصندوق الوطني للدراسات الإنسانية في واشنطن العاصمة

## السلك الدبلوماسي
تيفت من كبار أعضاء السلك الدبلوماسي الخارجي، مع رتبة شخصية وزير مستشار. التحق بالسلك الدبلوماسي الأمريكي في عام 1972، وعمل في القدس، بودابست، روما، موسكو، فيلنيوس، تبليسي، وكييف.

حتى تعيينه سفيرا في جورجيا، كان نائب مساعد وزير الخارجية للشؤون الأوروبية منذ 6 يوليو 2004. خدم تيفت أيضا في منصب مستشار الشؤون الدولية (نائب القائد) في كلية الحرب الوطنية في واشنطن العاصمة في الفترة من 2000 إلى 2003، وكان سفير الولايات المتحدة لدى ليتوانيا. شغل منصب نائب رئيس البعثة في السفارة الأميركية في موسكو 1996-1999 (عندما كان « بيكرينغ » السفير)، وكان القائم بالأعمال في السفارة من نوفمبر 1996 إلى سبتمبر 1997. خدم تيفت مديرا لمكتب الشؤون لأوروبية الشمالية 1992-1994، وشغل نائب مدير مكتب شؤون الاتحاد السوفيتي (روسيا ورابطة الدول المستقلة في وقت لاحق) 1989-1992، ومستشار الشؤون السياسية والعسكرية في السفارة الأمريكية في روما في الفترة من عام 1986 إلى عام 1989. وصاحب مهمات أجنبية الأخرى في بودابست والقدس، وكان على رأس الوفد الأميركي في مفاوضات الحد من التسلح المعروفة باسم ستارت 1 في عام 1985.
وبالإضافة إلى ذلك، فقد خدم في عدة مناصب في وزارة الخارجية في واشنطن العاصمة، كما خدم في كونغرس.

في 30 سبتمبر عام 2009، رشحه الرئيس باراك أوباما السفيرا المقبل لدى أوكرانيا [3]، وأكده ذلك مجلس الشيوخ الأمريكي في 20 نوفمبر، 2009. [4] وصل تيفت إلى أوكرانيا يوم 2 ديسمبر، 2009 [4] وسلم اوراق اعتماده إلى الرئيس فيكتور يوشينكو أوراق كسفير فوق العادة والمفوض في 7 ديسمبر 2009. اعرب السفير عن أمله في تعاون مثمر. القى تيفت خطابا في أوكرانيا. [5]

يوم 26 فبراير، 2013، رشح الرئيس أوباما « جيفري بيات» سفيرا للولايات المتحدة في أوكرانيا. [6] حيث ادى اليمين الدستورية في 30 يوليو 2013 ووصل إلى أوكرانيا في 3 آب، 2013. [2]

في يوليو 2014، الرئيس أوباما رشح «جون تيفت» سفير الولايات المتحدة لدى روسيا في موسكو، بعد أن تلقي موافقة روسية. [7]

أكد مجلس الشيوخ «تيفت» سفيرا في تصويت يوم 31 يوليو 2014. [8] وجاء هذا التأكيد بعد عدة محاولات حيث توترت العلاقات مع روسيا بشأن دعم نشاط الموالين للانفصاليين في شرق أوكرانيا، وضم شبه جزيرة القرم إليها، وإسقاط طائرة تجارية، حيث دفع هذا أعضاء مجلس الشيوخ إلى رفض تعيين سفير هناك لكن أعلن الموافقة أخيرا على هذا الترشيح. [9] وقدم أوراق اعتماده إلى الرئيس الروسي فلاديمير بوتين يوم 19 نوفمبر، 2014. [10]

## الجوائز
تلق «تيفت» عدد من الجوائز، من بينها جائزة الشرف المتميزة من قبل وزارة الخارجية في عام 1992 وجائزة نائب رئيس البعثة (DCM) لخدمته في موسكو في عام 1999. وحصل على جوائز الاستحقاق الرئاسي في عامي 2001 و2005.